# Buhas
Buhas (ukr. Бугас) – wieś na Ukrainie, w obwodzie donieckim, w rejonie wołnowaskim. W 2001 roku liczyła 1449 mieszkańców.

## Ostrzał autobusu w 2015 r.
W pobliżu Wołnowachy, na drodze N20, w miejscowości Buhas, 13 stycznia 2015 roku, w ostrzale autobusu przez prorosyjskich separatystów zginęło 12 cywilów. Rada Bezpieczeństwa ONZ zażądała niezależnego śledztwa w sprawie tego zamachu terrorystycznego.